# Машина, Олеся Николаевна
Олеся Николаевна Машина (родилась 8 октября 1987 года в Нововоронеже) — российская футболистка, полузащитница, тренер. Выступала за сборную России. Мастер спорта России.
Классический центральный полузащитник: обладает хорошей выносливостью, что позволяет ей выполнять на поле большой объём работы. Может грамотно начинать атаку, уверенно действует в отборе мяча. Владеет хорошим ударом с правой ноги, зачастую пробивает штрафные удары.

## Карьера

### Клубная
Первый тренер — Сергей Томилин. Профессиональную карьеру начала в белгородской «Виктории». В 2005 году в составе реутовского «Приалита» дебютировала в чемпионате России. Позднее играла за подмосковные «Химки», ростовский СКА, «Рязань-ВДВ». 2011 год провела в «Энергии» из Воронежа, перед началом заключительной части сезона 2011/2012 была дозаявлена «Россиянкой». В 2016 году завершила игровую карьеру.

### В сборной
Участница молодёжного чемпионата Европы 2005 года в Венгрии, где играли девушки до 19 лет. Отыграла все пять матчей, заработала предупреждение в финале, но стала чемпионкой Европы. Была включена в состав сборной на домашний чемпионат мира среди девушек до 20 лет, но не сыграла ни разу.
Также играла на Универсиаде 2007 года в Бангкоке, где со сборной дошла до финала. На групповом этапе дважды забила бразильянкам, хотя сборная в итоге уступила «кудесницам мяча» со счётом 2:6. В 2009 году выступала за сборную России на Универсиаде в Белграде, где россиянки заняли пятое место.
С 2011 года вызывалась в основную сборную России.
После окончания игровой карьеры вошла в тренерский штаб молодёжной женской сборной России.

## Достижения
- Чемпионка России (2): 2012, 2016
- Бронзовый призёр чемпионата России: 2008
- Чемпионка Европы 2005 года в Венгрии (до 19 лет)

## Клубная статистика
| Клуб                           | Сезон            | Чемпионат | Чемпионат | Кубок | Кубок | Еврокубки | Еврокубки | Прочие | Прочие | Всего | Всего |
| Клуб                           | Сезон            | Матчи     | Голы      | Матчи | Голы  | Матчи     | Голы      | Матчи  | Голы   | Матчи | Голы  |
| ------------------------------ | ---------------- | --------- | --------- | ----- | ----- | --------- | --------- | ------ | ------ | ----- | ----- |
| Приалит (Реутов)               | 2005             | ?         | 1         | -     | -     | -         | -         | -      | -      | ?     | 1     |
| Приалит (Реутов)               | 2006             | ?         | 1         | -     | -     | -         | -         | -      | -      | ?     | 1     |
| Приалит (Реутов)               | Всего            | ?         | 2         | -     | -     | -         | -         | -      | -      | ?     | 2     |
| Химки (Химки)                  | 2007             | ?         | 4         | -     | -     | -         | -         | -      | -      | ?     | 4     |
| Химки (Химки)                  | Всего            | ?         | 4         | -     | -     | -         | -         | -      | -      | ?     | 4     |
| Рязань-ВДВ (Рязань)            | 2009             | 11        | 1         | -     | -     | -         | -         | -      | -      | 11    | 1     |
| Рязань-ВДВ (Рязань)            | 2010             | 22        | 4         | -     | -     | -         | -         | -      | -      | 22    | 4     |
| Рязань-ВДВ (Рязань)            | Всего            | 33        | 5         | -     | -     | -         | -         | -      | -      | 33    | 5     |
| Россиянка (Московская область) | 2011/2012        | 10        | 1         | -     | -     | -         | -         | -      | -      | 10    | 1     |
| Россиянка (Московская область) | Всего            | 10        | 1         | -     | -     | -         | -         | -      | -      | 10    | 1     |
| Всего за карьеру               | Всего за карьеру | ?         | 12        | -     | -     | -         | -         | -      | -      | ?     | 12    |